# Castres (Aisne)
Castres es una comuna francesa situada en el departamento de Aisne, de la región de Alta Francia.

## Geografía
Está ubicada a orillas del río Somme, a 6 km al sur de San Quintín.

## Demografía
| 197 | 183 | 170 | 141 | 156 | 164 | 213 | 243 |
| Para los censos de 1962 a 1999 la población legal corresponde a la población sin duplicidades (Fuente: INSEE [Consultar]) |     |     |     |     |     |     |     |